# Campionato azero di calcio a 5 2004-2005
Il Campionato azero di calcio a 5 2004-2005 è stata l'undicesima edizione del massimo campionato di calcio a 5 dell'Azerbaigian, giocato nella stagione 2004/2005 con la formula del girone unico, e che ha visto la vittoria finale del Araz Naxçivan, al suo primo titolo di Azerbaigian.

## Classifica finale
| Pos | Squadra       | Pti | G  | V  | N | P  | GF  | GS  |
| --- | ------------- | --- | -- | -- | - | -- | --- | --- |
| 1   | Araz Naxçivan | 44  | 16 | 14 | 2 | 0  | 116 | 20  |
| 2   | Refarma       | 34  | 16 | 11 | 1 | 4  | 72  | 33  |
| 3   | Azfarma       | 30  | 16 | 9  | 3 | 4  | 76  | 50  |
| 4   | AZFEN         | 29  | 16 | 9  | 2 | 5  | 63  | 46  |
| 5   | Turan Air     | 25  | 9  | 8  | 1 | 0  | 50  | 13  |
| 6   | Qrand         | 19  | 16 | 6  | 1 | 9  | 48  | 79  |
| 7   | Edliyye       | 10  | 16 | 3  | 1 | 12 | 64  | 94  |
| 8   | Shemkir       | 10  | 16 | 3  | 1 | 12 | 42  | 88  |
| 9   | Spartak       | 7   | 16 | 2  | 1 | 13 | 41  | 108 |
| 10  | Moik          | 4   | 9  | 1  | 1 | 7  | 19  | 60  |